# السجل التجاري (قطر)
بدأ العمل بالسجل التجاري لأول مرة في قطر عندما صدر القانون رقم (11) لسنة 1962 بإنشاء نظام السجل التجاري.

## البداية
قرر القانون الصادر عام 1962 أن ينشأ بإدارة مراقبة الشركات بالإدارة العامة بالحكومة مكتب يسمى «مكتب السجل التجاري». ويعد في هذا المكتب دفتر يسمى «السجل التجاري». تقيد فيه أسماء التجار القطريين والأجانب أفراداً أو شركات إذا كان لهم في قطر محل رئيسي أو مركز عام للشركة أو فرع أو وكالة، ويتم تدوين  جميع البيانات المنصوص عليها في هذا القانون ويؤشر فيه بكل تغيير أو تعديل يطرأ عليها. وقد طرأت عدة تعديلات لمواد القانون حتى أصبح بشكله الحالي.

## أنواع السجل التجاري المسموح بها في قطر
هناك عدة أنواع من السجلات التجارية التي يتم استخراجها في قطر وهي:
- سجل تجاري لمؤسسة فردية
- إضافة فرع مؤسسة فردية
- سجل تجاري شخصي” ش.ش.و”
- إضافة فرع لشركة شخصية “ش.ش.و”
- سجل تجاري لشركة محدودة “ذ.م.م”
- إضافة فرع لشركة محدودة “ذ.م.م

## طرق حجز الاسم التجاري
توجد طريقتين لحجز الاسم التجاري:
النوع الأول وهو حجز 3 أيام، ويتم حجزه في مجمع الخدمات فقط، ولا يمكن حجزه الكترونياً
النوع الثاني 180 يوم ويمكن حجزه عن طريق النظام الكترونياً أو في مجمع الخدمات ويوجد رسوم للحجز لهذه المدة.
لحجز الاسم المطلوب في مجمع الخدمات الحكومية يجب توفير الأوراق التالية:
- خطاب من الشريك القطري بتفويض في حال وجود شريك أجنبي  لحجز الاسم ولإنشاء سجل تجاري أو في حالة وجود الشريك القطري شخصياً فلا داعي للخطاب
- صور بطاقات الشركاء
- اسم النشاط واسم الشركة ونوعها (عادة شركة ذات مسئولية محدودة)، بعد اكمال الحجز يتم إعطاء  ورقة تحمل بيانات الاسم التجاري مع تأكيد حجز الاسم التجاري، يجب بعدها طباعة عقد التأسيس
- تحديد نسبة المشاركة للقطري 51% والباقي للشريك أو الشركاء الغير قطريين
- تحديد رأس مال الشركة ولا يحتاج خطاب من البنك أو إيداع مبلغ في البنك لإصدار سجل تجاري طبقاً لأخر تحديث من الوزارة
- تحديد نشاط الشركة ومدى استمراريتها للعمل عن طريق تحديد عدد السنين عادة يكتب 25 عاما
- ويتوجب على طالب السجل دفع الرسوم المطلوبة وهي قيمة رسوم النشاط التجاري وهي تختلف حسب طبيعة النشاط كما يوجد رسوم على الأنشطة التجارية التي تحمل اسم باللغة الإنجليزية

## عدد السجلات التجارية في قطر
يبلغ عدد السجلات التجارية المفعلة في قطر نحو 71.806 فيما يبلغ عدد الشركات التي يحتاج سجلها إلى تفعيل نحو 663.